# 同和教育
同和教育（どうわきょういく）とは、日本の教育全般において、 同和行政が行われている地域で「部落差別を解消するため」として行われる教育を指す行政用語である。
「部落問題解消」を目的として行われる日本国民全体への人権啓発教育を主に指すようになった。しかし、 森山栄治、松岡徹（日本社会党、民主党、民進党）や部落解放同盟のように「人権教育」「同和教育」「人権研修」「人権啓発」「人権研究」「社会同和教育指導員」「人権擁護委員」「人権施策推進審議会委員」という形で利権化や糾弾を繰り返すことで地域内に恐怖政治を敷くなど行政対象暴力行為( 同和利権行為)するものが後を絶たない。
なお、「同和」という語が「同胞融和（どうほうゆうわ）」（→融和運動）という標語に起源を持つことから、部落解放同盟の立場からはこれを現代の「国民主権」と相反する「天皇制的造語」とみなして使用せず、「解放教育」（かいほうきょういく）の語を使用している。

## 概要

### 当初の同和教育と学力保障
明治時代（1868年 - 1912年）初期の同和地区の経済状況、衛生状況は非常に劣悪なものであった。その原因の一つが教育水準の低さであった。すなわち、保護者である親が子供を学校に行かせないために、子供の教育水準が低く、それがまた次の世代に継承されるという悪循環が同和地区の貧困を固定化させていた。明治後期に学力保障として民間や地方自治体で始められた同和教育の基本的な考え方は、このような負の連鎖を断ち切ることで同和地区の貧困を解消し、部落差別の解消につなげるというものである。
農繁期託児所を初めて開設した人物として知られる筧雄平は鳥取県美穂村において1898年（明治31年）に当時「細民部落」と呼ばれた同和地区に分教場を開設し、未就学であった同和地区の児童を学ばせた。また、租税を滞納したり、子供を就学させないといった親の非行も目に余ったため、年に数回村民を集めて学習会が行われた。この活動は大きな成果をあげ、1921年（大正10年）に分教場を尋常小学校（現在の小学校）に併合した際には、「租税の滞納や未就学児童はほぼ皆無であった」と記録されている。
戦後は同和対策事業の一つとして行われ、昭和40年代（1965年 - 1974年）には地区進出学習会と呼ばれる、同和地区の児童生徒を対象とする教育が行われた。同和地区の児童生徒の把握、地区進出学習会の運営といった目的で、同和地区の児童が通学する小学校には同和加配教員が配置された。また、当時は小中学校の義務教育修了後の高等学校や大学への進学率が著しく低かった同和地区の児童生徒の進学を奨励するため、同和地区の児童生徒のみが受給可能な奨学金や、給付金制度が自治体において整備された。

### 第二次世界大戦中の同和教育と批判的主張
1942年（昭和17年）8月に、文部省（当時：→文部科学省）社会教育局は『国民同和への道』を刊行し、初めて政府の教育方針として同和教育政策の理念・具体的方針を示した。
同書は、同和教育を通じて「被差別部落の児童・青年」を「天皇陛下の臣民である皇国民としての純真な自覚に立たしめ、苦悩に堪え、艱難を忍び、臣道実践に邁進する強健なる心身」に「陶冶・鍛錬」するというものであった。これは旧水平社の「下から」の運動のエネルギーをも利用し、部落の児童・青年を他の児童・青年以上の「皇国民」として「陶冶・鍛錬」することを提示しており、この同和教育の指針を「天皇制ファシズム」教育の極限形態の一つであると主張する学説がある 。

### 戦後の変質と「人権啓発」という名の圧政
人権啓発としての同和教育は学力保証としての同和教育より歴史が浅く、主に1969年（昭和44年）同和対策事業特別措置法が制定された昭和40年代（1965年 - 1974年）から始まったものである。戦後、学力保証としての同和教育は成果を出していた。その後は、同和地区の児童生徒と、一般地区（非同和地区）の児童生徒との間にある感情的な軋轢を解消し、協力関係や友情を深めることを目的とされた。そのために児童生徒に、日本国憲法にある人権の概念の下に部落差別が不当なものであることを認識させること、いわれのない迷信にとらわれないために科学的な考え方を醸成すること、職業に対する差別をなくすために正しい職業観を持たせること、望ましい人間関係を醸成することが目的とされた。また、開始時は（旧）教育基本法第8条を遵守するため、同和教育を政治運動の場としないように徹底されるはずであった。

#### 部落解放同盟の影響と「同和教育」の変質
しかし、次第に部落解放同盟のような攻撃的な運動団体が自治体や学校による同和教育の運営に干渉や糾弾、物理的暴力、行政対象暴力するようになり、同和教育は政治運動と無縁ではなくなった。1974年（昭和49年）の八鹿高校事件は、日本共産党と部落解放同盟の対立が教育の場に持ち込まれ、ついには流血事件にまで発展した事例である。また、1980年（昭和55年）の狭山同盟休校は、同和教育を取り巻く状況を一変させた、決定的な出来事である。狭山事件裁判への抗議の一環として、部落解放同盟により1980年1月28日に同和地区の児童生徒は登校しないように呼びかけられた。これに対し、各地の自治体の教育委員会は困惑するか、あるいは激しく反発した。なぜなら、同盟休校は教育を政治運動の場とするだけでなく、同和地区の児童生徒のみが一斉に学校を欠席することにより、誰が同和地区の児童生徒に該当するのかが明らかになってしまうためである。
ちなみに、同様の問題が指摘されているものとしては、部落解放同盟がさせている「同和地区出身者の生徒・児童に自己の出自のカミングアウト（公表）」をさせる「部落民宣言」がある。そもそも全く意識してなかった仲良い学生間に亀裂を生み出したため、同和教育を嫌がって泣く、同和地区生徒が発生していた。
長野県の松本市など一部の地域では教育委員会の激しい反発により、同盟休校は実施されなかったが、部落解放同盟が組織された大半の同和地区では、児童生徒は登校せず集会所等で行われた学習会に参加する等した。同盟休校が行われた地域では、「政治的中立を保持し、同和地区の児童生徒を特定することをしない」という当初の同和教育が成立しなくなった。部落解放同盟等の運動団体の要求に従った政治色の濃厚な教育に取って代わられるようになった。運動団体間の対立抗争は同和教育の方法論、進め方にも影響を与えた。現在では大まかに言って、「官製同和教育」、部落解放同盟につながる「解放教育」、日本共産党や全国人権連につながる「自主的民主的同和教育」に、分極化している。
同和教育を意味する、別の言葉を使用する地域もある。岡山県では「民主教育」、和歌山県では「責善教育」という名称を、戦後間もなくの時期から長く使用していた。部落解放同盟式同和教育が盛んである大阪府では、「にんげん」という副読本が古くから作成され、部落差別を中心に在日韓国・朝鮮人差別、障害者差別、女性差別などの社会的差別の不当性を教える教育が行われていた。ただし、公教育における「にんげん」の使用については、「思想信条の自由、多様な価値観の存在を否定し、特定団体の思想を児童生徒に植え付けようとするものである」という批判がある。

#### 人権教育への言い換え前後以降
1995年 - 2004年（平成7-16年）の「人権教育のための国連10年」や、2002年（平成14年）3月限りで、特別施策としての同和対策が政府レベルでは終了した。平成期には昭和時代にはタブーとされてきた部落解放同盟の悪事が多数告発され出した。その後に、同和教育から人権教育へと呼称が変化させた。
人権教育講師として、他者を差別主義者と糾弾することで福井県内の行政に圧政を敷いた森山栄治の悪事が死後の2019年中盤頃からに明らかになった。